# Trần Đình Xu
Trần Đình Xu (1921-1969), bí danh Ba Đình, tên thật Trần Sinh là một sĩ quan cao cấp, quân hàm Đại tá Quân đội nhân dân Việt Nam (năm 1961), liệt sĩ (năm 1969), nguyên Phó Tư lệnh kiêm Tham mưu trưởng Miền, Tư lệnh Quân khu Sài Gòn-Gia Định. Huân chương Hồ Chí Minh.

## Tiểu sử
Trần Đình Xu quê làng Thuận Bài, phường Quảng Thuận, thị xã Ba Đồn, tỉnh Quảng Bình, sinh ra trong gia đình nhà giáo, xuất thân thợ điện, giác ngộ cách mạng từ những năm 1940.
Ông nhập ngũ vào tháng 8 năm 1945, gia nhập Đảng Cộng sản Việt Nam năm 1947.
Trong chiến tranh Đông Dương, ông giữ các chức vụ từ chỉ huy đại đội, chi đôi trưởng, Trung đoàn trưởng 306, Liên Trung đoàn trưởng 306 và 312, Tỉnh đội trưởng Gia Ninh.
Trong chiến tranh Việt Nam, ông trở thành Cục trưởng Cục Công binh (1956-1961), được phong hàm đại tá năm 1961. Tháng 5 năm 1961, ông trở về miền Nam cùng đoàn Phương Đông, làm tham mưu trưởng của đoàn.
Trong hai năm 1959-1960, Trung ương tổ chức gần một chục đoàn cán bộ từ miền Bắc hành quân về miền Nam để tăng cường lực lượng cho tiền tuyến ở các chiến trường Khu 5, Tây Nguyên, Khu 6, miền Đông và Tây Nam Bộ. Đoàn Phương Đông là một trong những đoàn đi đầu, có nhiệm vụ tăng cường cho chiến trường Nam Bộ. Đoàn xuất phát từ miền Bắc đầu tháng 5 năm 1961, lấy bí danh là Đoàn Phương Đông – nhân sự kiện Liên Xô phóng thành công con tàu vũ trụ đầu tiên trong lịch sử mang tên Phương Đông do nhà du hành vũ trụ Ga-ga-rin điều khiển. Phương Đông là đoàn tương đối đồng bộ, gồm các binh chủng Thông tin, Đặc công, Pháo binh, Công binh. Đoàn gồm trên 600 cán bộ phần lớn là cộng sự kháng chiến ở miền nam tập kết ra bắc, ban chỉ huy có các đồng chí Trần Văn Quang, Trần Nam Trung, Trần Đình Xu và Lê Văn Tưởng. Cuối tháng 7 đầu tháng 8 năm 1961, đoàn về đến miền Đông Nam Bộ, liên lạc được với Trung ương Cục miền Nam và được Trung ương Cục phân phối về các khu 7, 8, 9 và Khu Sài Gòn – Gia Định, tổ chức thành khung cán bộ, thành lập cơ quan quân sự từ Ban Quân sự Miền đến quân khu, tỉnh đội và trung đoàn.
1963-1964: Phó Tư lệnh Miền. Ông từng chỉ huy nhiều chiến dịch trong đó nổi tiếng nhất là chiến dịch Bình Giã (tháng 11 năm 1964).
1964-1969: ông giữ chức tư lệnh Quân khu Sài Gòn - Gia Định, chỉ huy trưởng Phân khu I (Củ Chi, Hóc Môn, Gò Vấp, một phần các huyện Trảng Bàng, Bến Cát, Dầu Tiếng).
Ông mất trong chiến đấu năm 1969.

## Vinh danh
- Năm 2001, ông được truy tặng Huân chương Hồ Chí Minh.
- Năm 1985, tên ông được đặt cho một con đường ở Quận 1, Thành phố Hồ Chí Minh.